# Robert Darnton
Robert Darnton (ur. 10 maja 1939 w Nowym Jorku) – amerykański historyk kultury, bibliotekarz. Zajmuje się m.in. badaniami nad historią książki i czytelnictwa oraz historią kultury XVIII-wiecznej Francji.

## Życiorys
W roku 1960 Darnton ukończył studia na Uniwersytecie Harvarda, następnie uczęszczał do Uniwersytetu w Oxfordzie, gdzie w 1964 roku uzyskał stopień doktora historii. W latach 1964–1965 pracował jako młodszy reporter w redakcji The New York Times. Od roku 1968 wykładał historię na Uniwersytecie w Princeton (do roku 2007), a w latach 2002–2007 był szefem tamtejszego Centrum Studiów nad Książkami i Mediami (Center for the Study of Books and Media). W 1999 roku został wybrany prezydentem Amerykańskiego Stowarzyszenia Historyków.

## Nagrody i wyróżnienia
W roku 1999 uhonorowany został przez rząd francuski tytułem Kawalera Legii Honorowej.
W lutym 2012 roku otrzymał z rąk prezydenta Stanów Zjednoczonych Baracka Obamy prestiżowe wyróżnienie National Humanities Medal.

## Życie prywatne
Żonaty z Susan Lee Glover. Ma troje dzieci. Brat pisarza i dziennikarza Johna Darntona (ur. 20 listopada 1941), autora m.in. takich powieści jak Neandertalczyk (wyd. polskie 1997) oraz Spisek Darwina (wyd. polskie 2007).

## Najważniejsze publikacje
- The Great Cat Massacre and Other Episodes in French Cultural History (1984), wyd. polskie: Wielka masakra kotów i inne epizody francuskiej historii kulturowej (2012)
- The Forbidden Best-Sellers of Pre-Revolutionary France (1995)
- Google i cyfrowa przyszłość książek, przekł. Szymon Ozimek,  [dostęp 2014-10-09]
- Mesmerism and the End of the Enlightenment in France (1968)
- The Business of Enlightenment: A Publishing History of the Encyclopédie, 1775-1800 (1979)
- The Literary Underground of the Old Regime (1982)
- Revolution in Print: the Press in France 1775-1800 (1989)
- The Kiss of Lamourette: Reflections in Cultural History (1989)
- George Washington’s False Teeth: An Unconventional Guide to the Eighteenth Century (2004)
- The Case for Books: Past, Present, and Future (2009)

## Przekłady w języku polskim
- Wielka rzeź kotów, przekł. Tomasz Gawin, Dorota Grobelna i inni, „Polska Sztuka Ludowa: Konteksty”, 2002, nr 3-4, s. 83–97.
- Wielka masakra kotów i inne epizody francuskiej historii kulturowej, tł. Dorota Guzowska, Warszawa: Wydawnictwo Naukowe PWN 2012.
- Przyszłość bibliotek, tł. z ang. Michał Choptiany, „Autoportret” 2014, nr 1, s. 4–11.